# Breisjön
Breisjön (Breisjøen) är en sjö i Norge. Sjön ligger mellan orterna Bjørkelangen och Setskog i Aurskog-Høland kommun i Akershus fylke. Breisjön ligger 244,73 m över havet. Sjön har ett bestånd av öring.